# Patromasia petroglypta
Patromasia petroglypta är en fjärilsart som beskrevs av Edward Meyrick 1926. Patromasia petroglypta ingår i släktet Patromasia och familjen säckspinnare. Inga underarter finns listade i Catalogue of Life.